# Rote Wand
Il Rote Wand (2.704 m s.l.m.) è una montagna delle Alpi Calcaree Nordtirolesi (sottosezione Monti delle Lechquellen). Si trova nel land austriaco del Vorarlberg.
Il toponimo significa letteralmente muro rosso e si riferisce alla forma ed al colore del monte. Infatti la composizione del monte è di calcare del Lias.